# 岳美缇
岳美緹（1941年—），女，原籍浙江嘉興，生于上海，中国崑曲演員，第二批國家級非物質文化遺產項目代表性傳承人，前上海崑劇團成員，國家一級演員，曾獲得第四屆中國戲劇梅花獎、二次白玉蘭主角獎、紐約林肯中心「亞洲傑出藝人獎」 及文化部頒發的崑曲藝術「榮譽獎」。擅長表現「俞派」小生的氣質和風度，有「崑劇第一女小生」之稱。代表劇目有《司馬相如》、《牡丹亭》、《玉簪記》、《占花魁》、《牆頭馬上》、《獅吼記》等。常和華文漪、張靜嫻搭檔。

## 生平
岳美緹自1954年開始學習崑曲，1961年畢業於上海市戲曲學校第一屆崑曲演員班。原習旦角，後來改為專攻小生，師承俞振飛、沈傳芷。
1995年主演《司馬相如》，此劇為岳美緹的封箱之作，曾獲得文華大獎。

## 著作
- 《我－一個孤單的女小生》，上海市：文匯出版社，1994年，ISBN 9787805312873
- 《臨風度曲‧岳美緹：崑劇巾生表演藝術》，岳美緹口述，楊汗如編撰，臺北市：石頭出版社，2006年，ISBN 9789579089906
- 《巾生今世：岳美緹崑曲五十年》，北京市：文化藝術出版社，2008年，ISBN 9787503934964
- 《臨風度曲‧岳美緹：崑劇小生表演藝術‧貳》，岳美緹口述，楊汗如編撰，臺北市：石頭出版社，2021年，ISBN 9789866660443

## 榮譽
- 第四屆中國戲劇梅花獎
- 白玉蘭主角獎，二次
- 紐約林肯中心「亞洲傑出藝人獎」
- 崑曲藝術「榮譽獎」，中國文化部頒發
- 文華大獎

## 外部連結
- YouTube上的《牡丹亭‧遊園驚夢》，岳美緹、華文漪主演，2005年，美西崑曲研究社
- YouTube上的《牡丹亭‧驚夢》，岳美緹、華文漪示範，2013年，海外崑曲社
- YouTube上的《牡丹亭‧驚夢》，岳美緹、張靜嫻主演，1998年，海外崑曲社
- YouTube上的《玉簪記‧琴挑》1，始於25分45秒，岳美緹、華文漪主演，2009年，美西崑曲研究社
- YouTube上的《玉簪記‧琴挑》2，岳美緹、華文漪主演，2009年，美西崑曲研究社
- YouTube上的《玉簪記‧琴挑》，岳美緹、史潔華主演，2004年，海外崑曲社
- YouTube上的《玉簪記‧偷詩》，岳美緹、史潔華主演，2004年，海外崑曲社
- YouTube上的《玉簪記‧催試》及《玉簪記‧秋江》，岳美緹、史潔華主演，2004年，海外崑曲社
- YouTube上的《白蛇傳‧斷橋》，岳美緹、華文漪、張靜嫻主演，美西崑曲研究社
- YouTube上的Shanghai Master海上名家 -- 岳美缇Yue Meiti，SinoVision 美国中文电视